# Mahnaz Mohammadi
Mahnaz Mohammadi (nacida el 1 de enero de 1975 en Teherán ) es una cineasta iraní y activista por los derechos de las mujeres.

## Biografía
Escribió y dirigió su primera película en 2003, Mujeres sin sombras, que retrata la vida de mujeres sin hogar y abandonadas en un albergue estatal. Ha sido proyectada y premiada en varios festivales internacionales de cine. Se pudo ver por primera vez en la Maison Internationale de Rennes como parte de una exposición organizada por Rebecca Rouge.
Ha escrito, dirigido y producido varios documentales, incluido Cuaderno de viaje, otra película premiada que se mostró en 2010 en el evento Un día en Teherán creado por la Cinemateca de París.  Más tarde las autoridades iraníes le han negado el permiso para salir de su país.
Mahnaz Mohammadi fue arrestada el 26 de junio de 2011 por tercera vez desde 2007 cuando en marzo de 2007 junto con otras 32 activistas por los derechos de las mujeres mientras protestaba pacíficamente por el juicio de cinco de sus compañeras activistas por los derechos de las mujeres frente a un tribunal de Teherán. Permaneció en la cárcel durante 3 semanas. En agosto de 2009 en el cementerio de Behesht-e Zahra fue arrestada con muchas personas, incluido el famoso director Jafar Panahi aunque fueron liberados después de un día. Mientras depositaba una ofrenda floral en la tumba de Neda Agha-Soltan, la mujer de 26 años que fue asesinada a tiros por un francotirador durante la represión de las protestas contra el re -elección del presidente iraní Mahmoud Ahmadinejad. Después de su liberación bajo fianza el 28 de julio de 2011, también debido a la presión internacional, Mahnaz Mohammadi continuó bajo estrecha observación estatal por parte de la inteligencia iraní, el tribunal retuvo su pasaporte y la prohibición de trabajar como cineasta se mantuvo desde 2009. Los servicios de inteligencia registraron repetidamente su casa y sus objetos personales, equipo de trabajo y material cinematográfico han sido confiscados regularmente. Su salud se ha deteriorado gravemente durante su última detención.
El sábado 7 de junio de 2014, la activista por los derechos de las mujeres y cineasta iraní fue arrestada nuevamente. Ha sido condenada a cinco años de prisión por "poner en peligro la seguridad nacional" y "propaganda contra el régimen iraní". Las autoridades iraníes la han acusado de trabajar para la BBC, un cargo que aparentemente conlleva la presunción de espionaje en el sistema legal iraní. Mohammadi niega haber trabajado alguna vez con la red y ha declarado que sus interrogadores intentaron presionarla para que admitiera que lo había hecho a cambio de indulgencia.
En el 64.º Festival de Cannes, la cineasta Costa-Gavras leyó una carta que Mohammadi envió desde Teherán

Soy una mujer y una cineasta, dos razones suficientes para ser tratada como una criminal en este país

Fue galardonada con los premios a la libertad de expresión, George 2015, de Austria.

## Filmografía
- 2003, Mujeres sin sombras, docuficción.Directora

Mahnaz Mohammadi escribió y dirigió su primera película en 2003, Mujeres sin sombras, producida por Amir Samavati. Esta película, que retrata la vida de mujeres sin hogar y abandonadas en un albergue estatal, ha sido proyectada y premiada en varios festivales internacionales de cine.
- 2006 Cuaderno de viaje, documental. Directora

Rodada en el tren entre Teherán y Ankara, la directora se encuentra e interroga a los pasajeros sobre los motivos que les llevan a abandonar su país. Esta película se proyectó en 2010 en el evento Un día en Teherán creado por la Cinemateca de París, con la asistencia de Mohammadi. Desde la publicación de esta película, las autoridades iraníes le han negado a salir del país, incluso después de que fuera invitada al festival de cine de Cannes por la película Boda Efímera  dirigida por Reza Serkanian, en la que interpreta al personaje principal.
- 2009 Somos la mitad de la población de Irán.

Ha contribuido al documental del famoso cineasta Rakhshan Bani-Etemad que retrata las demandas de las mujeres iraníes en las disputadas elecciones presidenciales de 2009, que dieron a Mahmoud Ahmadinejad un segundo mandato en el cargo. En 2011, la película se proyectó en el festival de cine vienés This Human World.
- 2010 Crossing the line, documental de Mojan Javadi sobre personalidades del cine iraní en el que fue incluida.
- 2011 Boda efímera Película de Reza Serkanian
- 2019 Son-Mother

Dirigió su primer largometraje de ficción Son-Mother en 2019 que se estrenó en el 44.º Festival Internacional de Cine de Toronto. La película ha sido galardonada con el premio Amnistía del Festival de Cine Febio Fest en Praga, el premio del público del Festival de Cine de Estambul y el premio especial del jurado del Festival de Cine de Roma 2020.
Son-Mother ha asistido a numerosos festivales internacionales de cine como el Festival de Cine de Zúrich, Alice Nella Citta en Italia, CPH:PIX en Copenhague, AFI FEST Los Ángeles, Festival Internacional de Cine de India en Goa, Festival Internacional de Cine de Río de Janeiro, Festival Internacional de Cine de Göteborg Festival, Festival de Cine de Glasgow, Festival de Cine Iraní de Edimburgo, Festival Internacional de Cine de Hong Kong, ZLIN - Festival Internacional de Cine para Niños y Jóvenes y FilmFesr Hamburg.

## Premios y reconocimientos
Largometraje Son-Mother
- Premio Amnistía del festival de cine Febio Fest - Praga[24]
- El premio del público del Festival de Cine de Estambul[25]
- El premio especial del jurado del Rome Film Fest 2020[26]

Documental Mujeres sin Sombras
- Nominación a mejor dirección en el Festival de Cine Khane de Irán[27]
- Mejor Película en Festival de Cineastas Femeninas

Documental de viaje
- Nominación a Mejor Película en Cinema vérité Film Festival
- Premio Especial del Jurado en el Festival de Cine de Parvin Etesami